# 岡本家住宅 (宇都宮市)
岡本家住宅（おかもとけじゅうたく）は、栃木県宇都宮市下岡本町にある、日本の民家。岡本家は江戸時代に庄屋格組頭を務めた家系で、現存する主屋は18世紀後半頃の建築である。岡本家住宅（栃木県河内郡河内町） 主屋および岡本家住宅（栃木県河内郡河内町） 表門の名称で1968年（昭和43年）に日本国の重要文化財に指定されている。

## 建築
建物は私有で、岡本家が管理している。見学を希望する場合は、宇都宮市教育委員会の文化課へ問い合わせを要する。
家伝によると、岡本家は乙畑（現・矢板市乙畑）の地を古河公方に譲り、天正（1573年 - 1592年）の頃に下岡本へ移ってきたとされ、武士を出自とする最上層農民であった。岡本家は河内郷に3人いた組頭のうちの1人で、河内郷は新田開発により江戸時代初期に13村程度だったものが、末期には24村に増加した。このため、組頭でありながら、他村における庄屋並みの職務・職責を負っていたとされる。同じく栃木県にある入野家住宅（市貝町）とは距離が近く、間取りが似通っており、藩政期の村役格の住宅を知る上で貴重な建築の1つである。
主屋と表門は、1968年（昭和43年）4月25日に日本国の重要文化財に指定されている。また、うつのみや百景の1つ（108番）に選ばれている。

### 主屋
主屋は、土間と家人の居室からなる後方棟と、座敷主体の前方棟が平行に食い違うように配置された曲り家という形式である。曲り家にすると建築面積（建坪）を増やすことができるという利点があり、公私を明確に分離するという目的もあった。後方棟の大きさは19.9 m× 10.4 m で、建坪は約70坪（≒231 m2）と、曲り家の民家としては大規模である。座敷には付書院、床、棚構えを整えており、宇都宮藩の役人らの接待に用いられた。板敷座敷は3間（≒5.45 m）×3間であるが、このような「九間型民家」は栃木県では珍しい存在である。
屋根は寄棟造の茅葺きで、軒付下には稲と麦藁を段違いに重ねている。玄関は前方棟の座敷の中央部に設けられ、家人は土間から出入りした。玄関の西隣には、デトンボと呼ばれる部屋があり、帳場（事務所）として利用していた。土間に使われた曲がりくねった梁（4間持ち放しの二重梁・井桁組）、土間と居室を仕切る1間（≒1.8 m）ごとに立つ柱、長押の釘隠などが特徴的である。柱の幅は0.39尺（≒11.8 cm）から0.73尺（≒22.1 cm）までの6種類あり、太い柱は使われていない。ケヤキの大黒柱でも太さは25 cm× 25 cm である。これらの柱は0.01 - 0.02尺（≒3 - 6 mm）というごくわずかな誤差しかなく、繊細な意匠操作が行われたと言える。
建築様式から推定すると、18世紀後半に建てられたとみられるが、正徳4年（1714年）の護摩札が打ち付けられていたことから、それ以前の建築とする説もある。一方で、土間上部の整然とした梁、座敷や諸室の構成などは幕末期の様相を呈している。いずれにせよ、正保年間（1644年 - 1648年）に落雷によって全焼したという記録が残っていることから、それ以降に建てられたのは確実である。曲り家自体は栃木県でよく見られる形式であるが、その中でも建築年代が古く、保存状態が良いことが特筆される。
1976年（昭和51年）に屋根の修理を行っている。また、2011年（平成23年）の東日本大震災で被災し、反時計回りに傾いた。国庫補助などを受け、2012年（平成24年）2月15日から2014年（平成26年）12月にかけて保存修理工事が行われた。この工事により、茅葺き屋根が竹縛りという手間はかかるが耐久性の高い工法で造られていることが明らかになった。
菊池寛の家族（妻子）が疎開していたことがあり、菊池の文化運動に関する資料が残されている。この資料は2012年（平成24年）4月に仏間の戸棚から発見されたもので、宇都宮市での映画館設立に関する相談に菊池が応じた書簡のほか、芥川龍之介が文芸春秋社に宛てた書簡も含まれていた。

### 表門

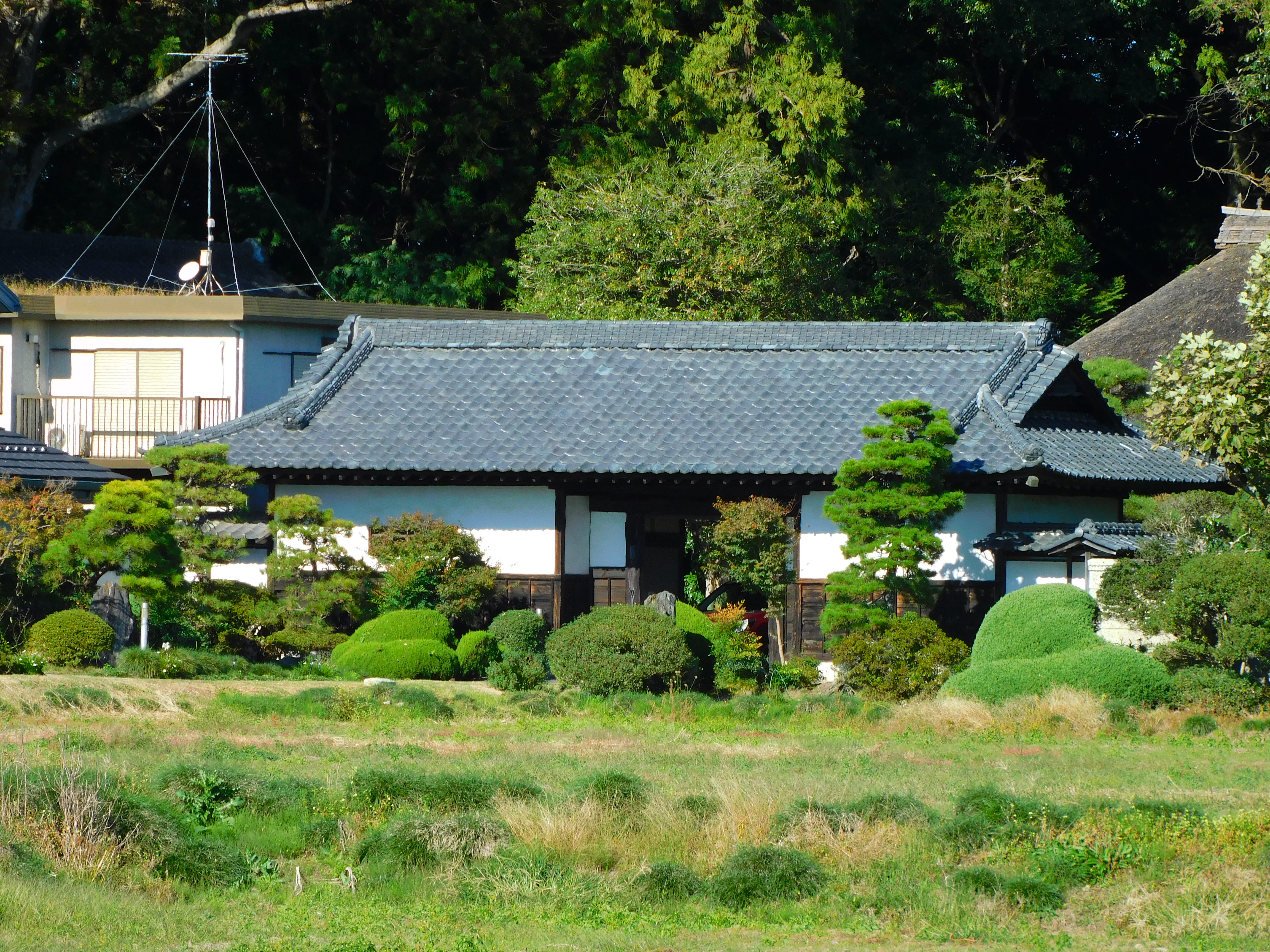
表門

表門は岡本家の敷地正面に建つ。長屋門形式で、主屋と同時代の建築と推定される。長屋門は栃木県の上層農家に多い形式である。屋根は入母屋造の桟瓦葺きである。門の大きさは14.2 m× 4.0 m である。

### 蔵・屋敷林
主屋のほか、石蔵や木蔵などが建つ。主屋の裏は屋敷林で、山本勝巳が調査に訪れた1969年（昭和44年）時点ではおよそ600坪（≒1,983 m2）あった。

## 家伝薬
岡本家は享保年間（1716年 - 1736年）に延寿救命丸などの家伝薬の製造を開始し、江戸時代には下野国のみならず常陸国まで販路を開拓していた。延寿救命丸の製造の最盛期は文化文政期（1804年 - 1830年）頃で、退邪散・理中丸・全治膏など全20種の薬を造っていた。その後も家庭薬として需要があり、第二次世界大戦を機に取りやめるまで製造を続けた。（薬事法の歴史#戦時体制と1943年薬事法も参照）
調合道具（薬さじ、薬研、乳鉢など）、薬用棒秤、看板、朱印、書籍・古文書、効能を記した紙など製薬に係る資料は「栃木県の民間医療史研究のための貴重な資料」として栃木県の有形民俗文化財に指定されている。文化財としての名称は岡本家家伝薬関係　遺品一式（おかもとけかでんやくかんけい いひんいっしき）で、1971年（昭和46年）5月14日にまず108点が指定され、1979年（昭和54年）8月28日に家伝薬広告版木など14点が追加指定された。